# Whittlesea (Australia)
Whittlesea – miasto w Australii, w stanie Wiktoria.